# Najpiękniejsza Gwiazdka
Najpiękniejsza Gwiazdka (ang. The Most Wonderful Time of the Year) – amerykański film obyczajowy z 2008 roku w reżyserii Michaela Scotta.

## Opis fabuły
Zbliża się Boże Narodzenie. Samotna matka Jennifer Cullen (Brooke Burns) przygotowuje świąteczne przyjęcie. Niespodziewanie jej wuj zjawia się z przystojnym nieznajomym, Morganem (Warren Christie). Dzięki przybyszowi Jennifer odkrywa magię świąt.

## Obsada
- Brooke Burns jako Jennifer 'Jen' Cullen
- Henry Winkler jako wujek Ralph
- Warren Christie jako Morgan Derby
- Connor Levins jako Brian Cullen
- Woody Jeffreys jako Richard Windom
- Serge Houde jako Stephen Windom
- Rebecca Toolan jako Winnie Windom
- Michael Roberds jako Chet Wojorski
- Rukiya Bernard jako Denise